# بيوتر بوبراس
بيوتر بوبراس Piotr Bobras (ولد في 9 سبتمبر 1977) لاعب شطرنج بولندي يحمل لقب أستاذ كبير.
- حصل على لقب أستاذ كبير عام 2005.
- فاز بالمركز الرابع عشر في بطولة بولندا للشطرنج عام 1996.
- وفي عامي 2005 و2006 فاز بالمركز الرابع في بطولة بولندا للشطرنج.
- لعب لصالح بولندا في بطولة فرق أوروبا للشطرنج.

## وصلات خارجية
- بيوتر بوبراس على موقع الاتحاد الدولي للشطرنج (الإنجليزية)
- بيوتر بوبراس على موقع مباريات الشطرنج (الإنجليزية)
- بيوتر بوبراس على موقع 365Chess.com (الإنجليزية)
- بيوتر بوبراس على موقع Chesstempo.com (الإنجليزية)